# Go-Murakami
Go-Murakami (後村上, 1328 – 29 de março de 1368) foi o 97º imperador do Japão, na lista tradicional de sucessão. e segundo Imperador da Corte do Sul durante o período Nanboku-chō. Pertencia ao Ramo Daikakuji-tō da Família Imperial. Reinou de 1339 a 1368.

## Vida
Go-Murakami era o sétimo filho do imperador Go-Daigo com Fujiwara no Renshi, filha adotiva de Tokudaiji Kimitaka. Antes de sua ascensão ao Trono do Crisântemo seu nome pessoal era Príncipe Imperial Noriyoshi.
Go-Murakami viveu em um período turbulento em que os dois ramos da Família Imperial disputaram o Trono do Crisântemo. Quando seu pai começou a Restauração Kemmu em 1333, o jovem príncipe, ao lado de Kitabatake Akiie, foi para Tagajo, na Província de Mutsu, a fim de alinhar os samurais da região para se juntar ao imperador e destruir os remanescentes do destronado clã Hōjō, que manipulava o recém-destruído Shogunato Kamamkura.
Quando Ashikaga Takauji se rebelou contra Go-Daigo em 1335, o Príncipe Imperial retorna à capital com Kitabatake Chikafusa pai de Akiie, para derrotar Takauji. Quando Takauji os derrotou em Quioto em 1336, fugiram novamente para Mutsu; mas em 1337, quando a província foi atacada, tiveram que retornar para o oeste, para a cidade de Yoshino, em meio a batalhas constantes. Em 1338, viajaram para Tagajō; mas tiveram que retornar para Yoshino, devido a uma tempestade.
Em 1339, Noriyoshi é nomeado príncipe herdeiro, e em 18 de setembro do mesmo ano, aos 11 anos, é nomeado imperador Go-Murakami, após a abdicação de seu pai.
A cidade de Yoshino foi atacado em 1348 por Kō no Moronao e o imperador teve a fugir para Nishiyoshino, que na época fazia parte da província de Yamato. Mais tarde, em 1352, chega a Otokoyama na província de Yamashiro, e lança a Batalha de Shichijo Ōmiya, que recupera a cidade de Quioto das mãos de Ashikaga Yoshiakira. Naquela época, os Imperadores da Corte do Norte, o ex-imperador Kōgon, o ex-imperador Kōmyō e o imperador Sukō foram sequestrados e detidos em Otokoyama. Um mês depois, Go-Murakami foge de Quioto após um contra-ataque de Ashikaga. Os imperadores que estavam confinados em Otokoyama, escaparam para a província de Kawachi depois de um ataque de Yoshiakira. A Corte do Sul teve que retornar a Yoshino, alguns meses depois.
Em 1361, Hosokawa Kiyōji e Kusunoki Masanori, que se tornaram leais ao Corte do Sul, atacaram Quioto e temporariamente recuperaram a cidade por 18 dias, depois Yoshiakira conseguiu recuperar a cidade. As forças da Corte do Sul tentaram recuperar Quioto, mas seu poder foi enfraquecendo e piorou após a morte repentina de Go-Murakami em 1368, aos 40 anos de idade. O trono da Corte do Sul agora nas mãos de seu filho Chōkei teve que se mudar para Sumiyoshi, já que os Ashikaga ainda detinham o poder no país.